# Sergio Agüero
Sergio Leonel Agüero del Castillo (født 2. juni 1988 i Quilmes, Argentina) er en tidligere argentinsk fodboldspiller, der senest spillede som angriber hos den spanske klub FC Barcelona. Forud for skiftet til Barcelona spillede Aguero for den engelske Premier League klub Manchester City hvor han spillede fra 2011 til 2021. Han har tidligere spillet for den spanske La Liga-klub Atlético Madrid, hvor han spillede fra 2006 til 2011. Han kom til Madrid fra Independiente i Primera Divisíon i sit hjemland. Den 1. juli 2021 indledte han en to-årig kontrakt med FC Barcelona.
Den 15. december 2021 meddelte Sergio Agüero, at han grundet hjerteproblemer, var nødt til at indstille sin karriere omgående.
Aguero opnåede blandt andet sin legendestatus, da han med sine to mål i Community Shield-finalen mod Chelsea d. 5. august 2018 blev Agüero den første Manchester City-spiller, til at score 200 mål for klubben.
Udover dette regnes Agüero også som en af de bedste og største angribere der nogensinde er set i Englands bedste række.[kilde mangler] Han er nemlig i den 4. mest scorende spiller i Premier League siden stiftelsen i 1992.[kilde mangler] Og nok det største øjeblik man husker fra Argentinerens professionelle karriere er det ikoniske 93:20, hvor City og Agüero fuldender deres comeback i 2011/2012 sæsonens sidste spilledag mod QPR og dermed vinder det engelske mesterskab foran rivalerne og naboerne Manchester United.

## Landshold
Agüero står noteret for 101 kampe og 42 scoringer for Argentinas landshold. 
Han har spillet for det argentinske landshold i fodbold siden han var teenager. Han deltog i det sydamerikanske U-16 mesterskab, som fandt sted i 2004 i Paraguay. Han spillede også ved FIFA U-20 verdensmesterskabet i 2007, hvor han vandt Gylden støvle et Gylden bold. Ved OL i Beijing i 2008 vandt han Or.
Han debuterede for Argentinas seniorfodboldhold i september 2006. Han deltog i FIFA-verdensmesterskabet i 2010 og Copa America i 2011. Han deltog i verdensmesterskabet i 2014, hvor holdet led et smertefuldt nederlag i finalen mod Tyskland. Han spillede også i Copa America i 2015 og 2016. Efter en trist præstation ved verdensmesterskabet i 2018 hjalp han sit hold med at vinde Bronze ved Copa America i 2019. 

## Titler & Rekorder
OL
- 2008 med Argentina

UEFA Europa League
- 2010 med Atlético Madrid

UEFA Super Cup
- 2011 med Atlético Madrid

Premier League titler
- 2012 med Manchester City
- 2014 med Manchester City
- 2018 med Manchester City
- 2019 med Manchester City
- 2021 med Manchester City

Premier League rekorder
- Mest scorende udlændinge i PL
- Flest hattricks af en enkelt spiller(12)
- Flest månedens spiller(7)
- Flest scorede mål i en PL kamp(5)

Liga Cup
- 2014, 2016, 2018, 2019, 2020 og 2021 med Manchester City

Community Shield
- 2012, 2018 og 2019 med Manchester City

FA Cup
2011 og 2019 med Manchester City